# Зюм (община Драгаш)
Зюм (на албански: Zym, на сръбски: Зјум Опољски или Зјум) е село в община Драгаш, Призренски окръг, Косово. Според преброяването през 2011 година има 585 жители.

## География
Зюм се намира в географския район Ополе, който през 2000 година е обединен административно с Гора в единната община Драгаш. Селото е намира на около 9 километра северно от Драгаш и на около 20 километра южно от град Призрен. Разположено е по дясния бряг на река Плава.

## История
Според Стефан Младенов в 1916 година Зум е албанско село.